# ウェスタン・スター・トラックス
ウェスタン・スター・トラックス・セールス インク（英: Western Star Trucks Sales, Inc.）一般的な呼称として「ウェスタン・スター」は、アメリカ合衆国、オレゴン州ポートランドに本拠を置く貨物自動車製造メーカーであり、そのブランド名。現在はドイツのダイムラー・トラックの子会社であるダイムラー・トラックス・ノース・アメリカの傘下にある。

## 歴史

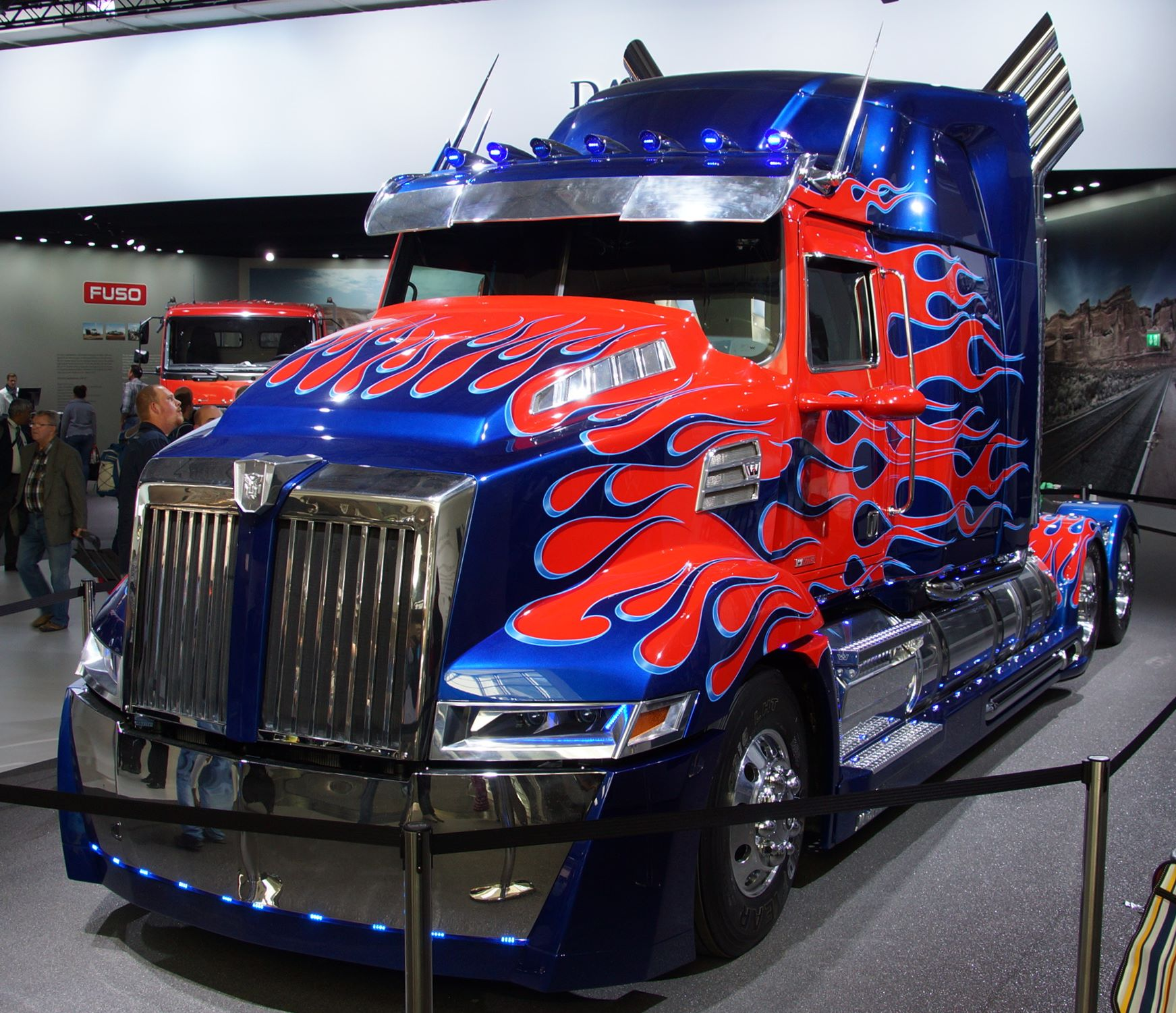
商用車展示会であるハノーファー国際モーターショー（IAA）で特別展示されたトランスフォーマーオプティマスプライムのカスタムが施されたウェスタン・スター 5700XE

1967年、オハイオ州クリーブランドの乗用車製造業者であったホワイト・モーター・カンパニー（White Motor Company）社は、新規事業の一環として、カナダ、ブリティッシュコロンビア州のケロウナにトラック製造のための新工場を設立し、本社をクリーブランドのホワイト・モーターと共有し「ホワイト・スター」として、トラック製造部門であるウェスタン・スター事業部を開始している。創立時、ホワイト・ウェスタン・スターのトラックには、ホワイトの乗用車向けキャブが流用されている。その後、ウェスタン・スターの工場はユタ州のオグデンに移設しているが、1980年に行われたAB ボルボへのホワイト・モーター売却の際、トラック製造部門であるオグデン工場は売却契約には含まれておらず、其々半々を所有していたボウ・バレー・リソース社（Bow Valley Resources）とノバ・コーポレーション社（Nova Corporation）に対し売却されている。
1991年、ウエスタン・スターは、当時子会社であったウエスタン・スター・オーストラリアの所有者であった2名によって買収されている。1996年にはイギリスのトラックメーカーERFを買収しているが、2000年にMANに対し売却されている。同年、ウェスタン・スターはダイムラー・クライスラーによって買収され、フレイトライナー・トラックスの一部門となっている。米軍向けの軍用車両の製造を行っていたが、フレイトライナーに合併後、中止されている。
2002年、製造工場はオレゴン州、ポートランドへ移設しており、ポートランド工場ではモデル4700、4800、4900、および6900が製造されている。クリーブランド工場ではモデル4700、4900の製造と、新型であるモデル5700XEの製造が開始されている。

## 取り扱い車種

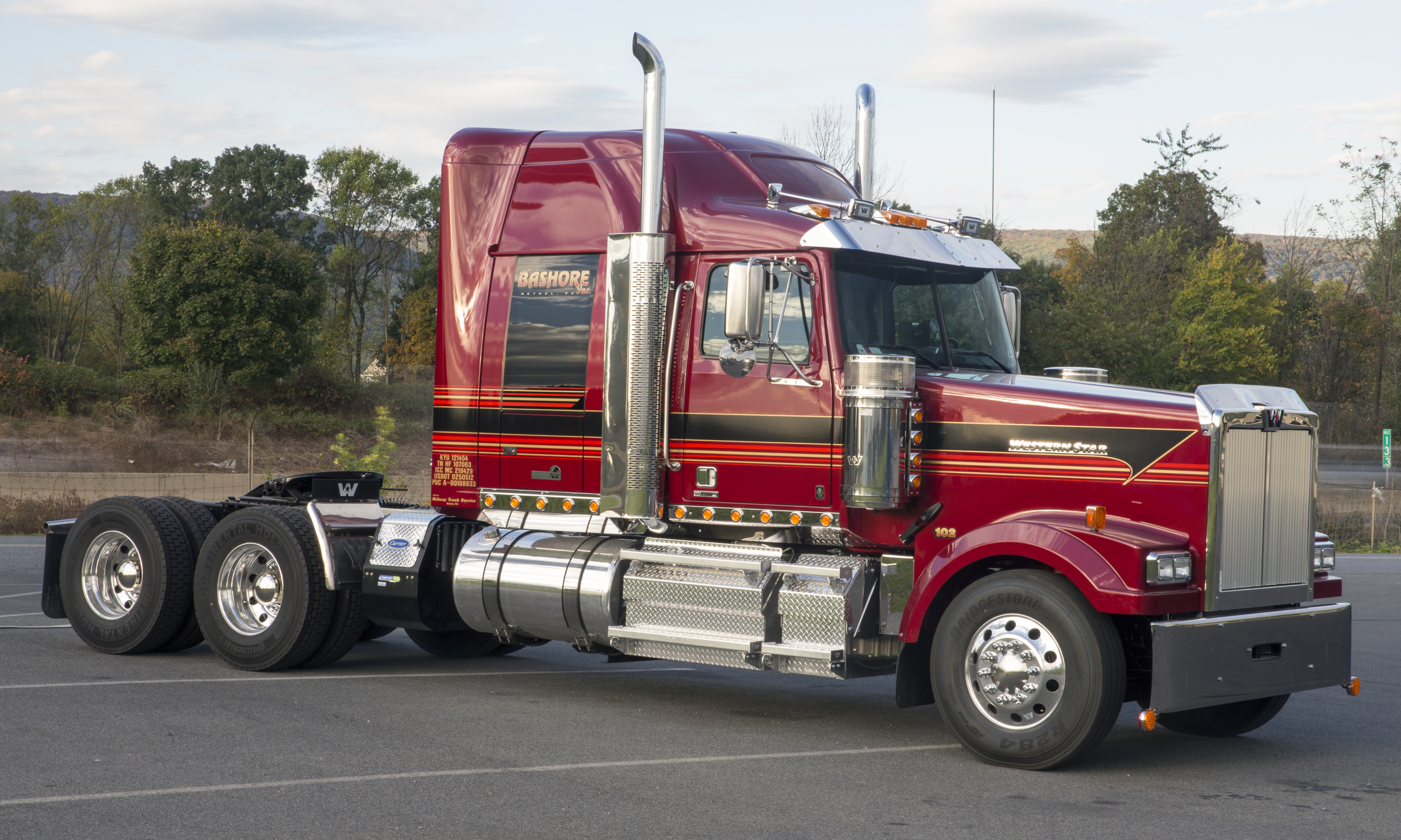
4900EX

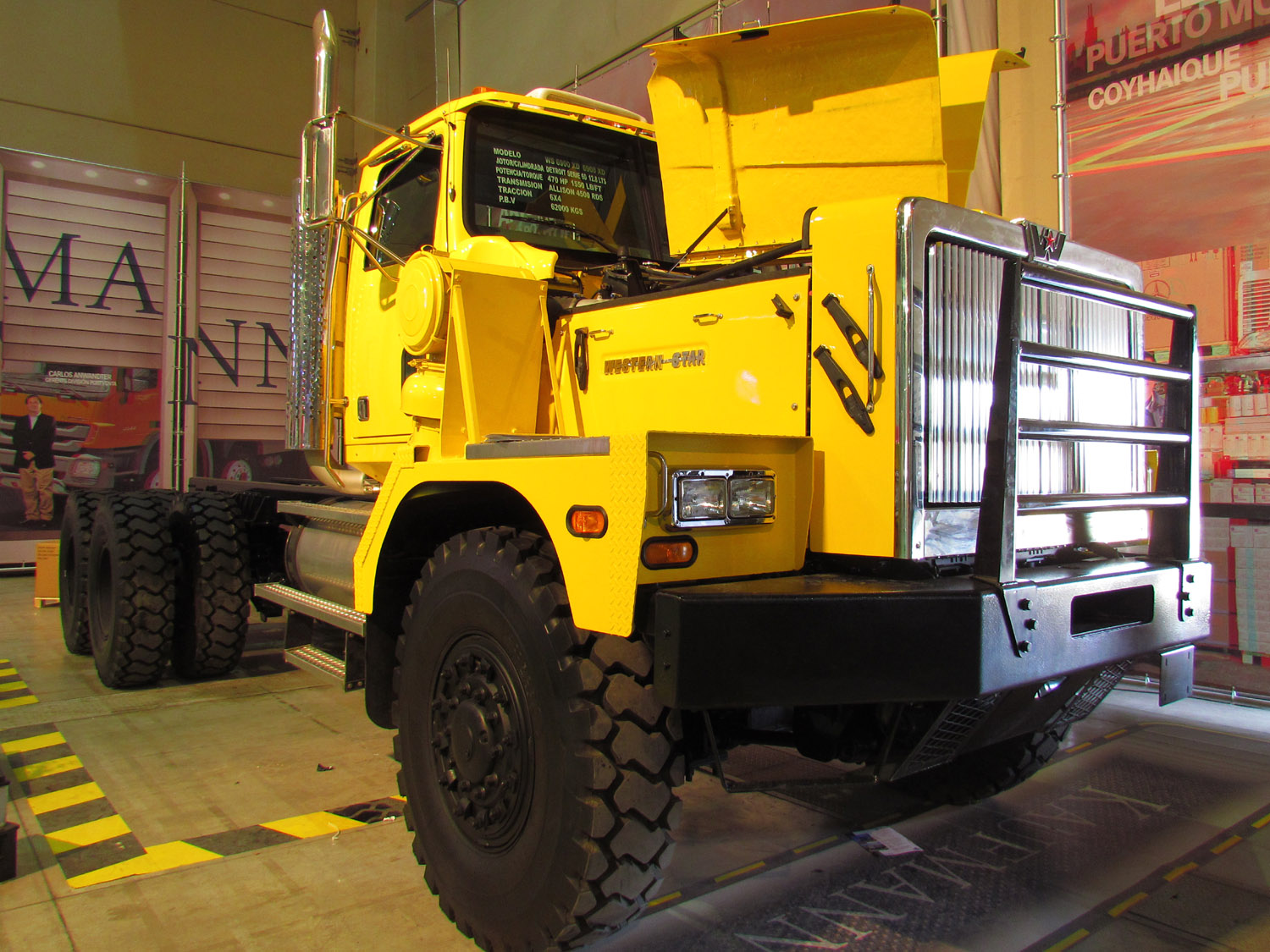
6900 XD

2020年時点、ウェスタン・スターでは大型トラックとなるクラス8のみ製造が行われている。

### 幹線道路モデル（On-highway）
- 5700XE
- 4900
- 4800
- 4700

### ヘビーデューティーモデル（Vocational）
- 6900
- 4900
- 4800
- 4700

### 不整地モデル（XD OFFROAD）
- 4900
- 6900